# Phoenix Roadrunners (WHA)
Phoenix Roadrunners byl profesionální americký klub ledního hokeje, který sídlil v Phoenixu ve státě Arizona. V letech 1974–1977 působil v profesionální soutěži World Hockey Association. Roadrunners ve své poslední sezóně v WHA skončily v základní části. Své domácí zápasy odehrával v hale Arizona Veterans Memorial Coliseum s kapacitou 13 730 diváků. Klubové barvy byly modrá a žlutá.

## Umístění v jednotlivých sezonách
Stručný přehled
Zdroj: 
- 1974–1977: World Hockey Association (Západní divize)

Jednotlivé ročníky
Zdroj: 
Legenda: Z - zápasy, V - výhry, VP - výhry v prodloužení, R - remízy, P - porážky, PP - porážky v prodloužení, VG - vstřelené góly, OG - obdržené góly, +/- - rozdíl skóre, B - body, KPW - Konference Prince z Walesu, CK - Campbellova konference, ZK - Západní konference, VK - Východní konference, fialové podbarvení - reorganizace, změna skupiny či soutěže
| USA / Kanada (1974 – 1977) |                      |        |    |    |    |   |    |    |     |     |      |    |        |             |
| Sezóny                     | Liga                 | Úroveň | Z  | V  | VP | R | PP | P  | VG  | OG  | +/-  | B  | Pozice | Play-off    |
| 1974/75                    | WHA (Západní divize) | –      | 78 | 39 | –  | 8 | –  | 31 | 300 | 265 | +35  | 86 | 4.     | Čtvrtfinále |
| 1975/76                    | WHA (Západní divize) | –      | 80 | 39 | –  | 6 | –  | 35 | 302 | 287 | +15  | 84 | 2.     | Předkolo    |
| 1976/77                    | WHA (Západní divize) | –      | 80 | 28 | –  | 4 | –  | 48 | 281 | 383 | -102 | 60 | 6.     | –           |